# パラディソ・ガールズ
パラディソ・ガールズ（Paradiso Girls）は、2009年にデビューし、2010年まで活動していたアメリカ合衆国のガールズグループである。音楽プロデューサーでレコードレーベル、インタースコープ・ゲフィンA&Mの会長であるジミー・アイオヴィーンがヨーロッパ向けにプッシーキャット・ドールズのスピン・オフ・グループとして発案したのをきっかけにつくられた。

## 概要
2009年に2年の準備期間を経てデビューし、同年5月12日に発表したデビュー・シングル「パトロン・テキーラ」はリル・ジョンとイヴ (ラッパー)をフィーチャリングにむかえ、ビルボードチャートのホット・ダンス・クラブ・プレイ部門で3位を記録した。プロモーション・ツアーを行い、テレビ番組への出演もはたした。2010年にはセカンド・シングル「Who's My Bitch」を発表。しかし、正式な発表のないままグループは活動を停止し、現在に至る。
メンバーはフランス出身のアリア・クレッシェンド（Aria Crescendo）、イギリス出身のローレン・ベネット（Lauren Bennett）、アメリカ人で2007年に放映されたプッシーキャット・ドールズの新メンバーを選出するためのオーディション番組『サーチ・フォー・ネクストドール』出身のチェルシー・コルカ（Chelsea Korka）、バルバドス系イギリス人のケリー・ベケット（Kelly Beckett）、フィリピン出身のシャー・メイ・アモール（Shar Mae Amor）の5人で、多国籍なメンバー構成で知られた。
プロデューサーには、 ジミー・アイオヴィーンをはじめ、ウィル・アイ・アム、ロビン・アンティン、チェリー・ツリー・レコードのマーティン・カーシェンバウムらがいた。
グループはウィル・アイ・アムの「アイ・ゴット・イット・フロム・マイ・ママ」のリミックス版やスペース・カウボーイの「アイ・ケイム・トゥ・パーティー」に参加する等した。
メンバーのローレン・ベネットは、現在プッシーキャット・ドールズに加入している。

## ディスコグラフィ

### シングル
- 「パトロン・テキーラ feat. リル・ジョン&イヴ」 - "Patron Tequila" (featuring Lil Jon and Eve) (2009年)
- "Who's My Bitch" (2010年)